# Eva Kraš
Eva Kraš (ur. 9 grudnia 1982 w Lublanie) – słoweńska aktorka teatralna i filmowa. 

## Biografia
Eva Kraš urodziła się w 1982 r. w Lublanie. Po trzech latach nauki w Gimnazija Poljane w Lublanie kontynuowała naukę w szkole średniej w Modesto, w Kalifornia, gdzie zaczęła angażować się w działalność teatralną. Po powrocie do Słowenii studiowała aktorstwo w Akademii Teatru, Radia, Filmu i Telewizji (Akademija za gledališče, radio, film in televizijo - AGRFT) w Lublanie, pod okiem Dušana Jovanovica i Janeza Hočevara. Studia ukończyła w 2007 r. Podczas nauki w akademii pracowała jako prezenterka pogody i prezenterka telewizyjnego programu dla młodzieży Potepanja. W 2005 r. zadebiutowała rolą baronowej Karoliny de Sauve w dramacie Dumasa Królowa Margot, w reżyserii Diego de Brea. Wystąpiła w przedstawieniu Tanji Zgonc Koan Kenšo (Plesni teater Ljubljana, 2005), zagrała Alonę w dramacie Any Lasić Za zdaj nikjer (SNG Drama Ljubljana, 2005) oraz Rosie w musicalu Kabaret (MGL, 2006).

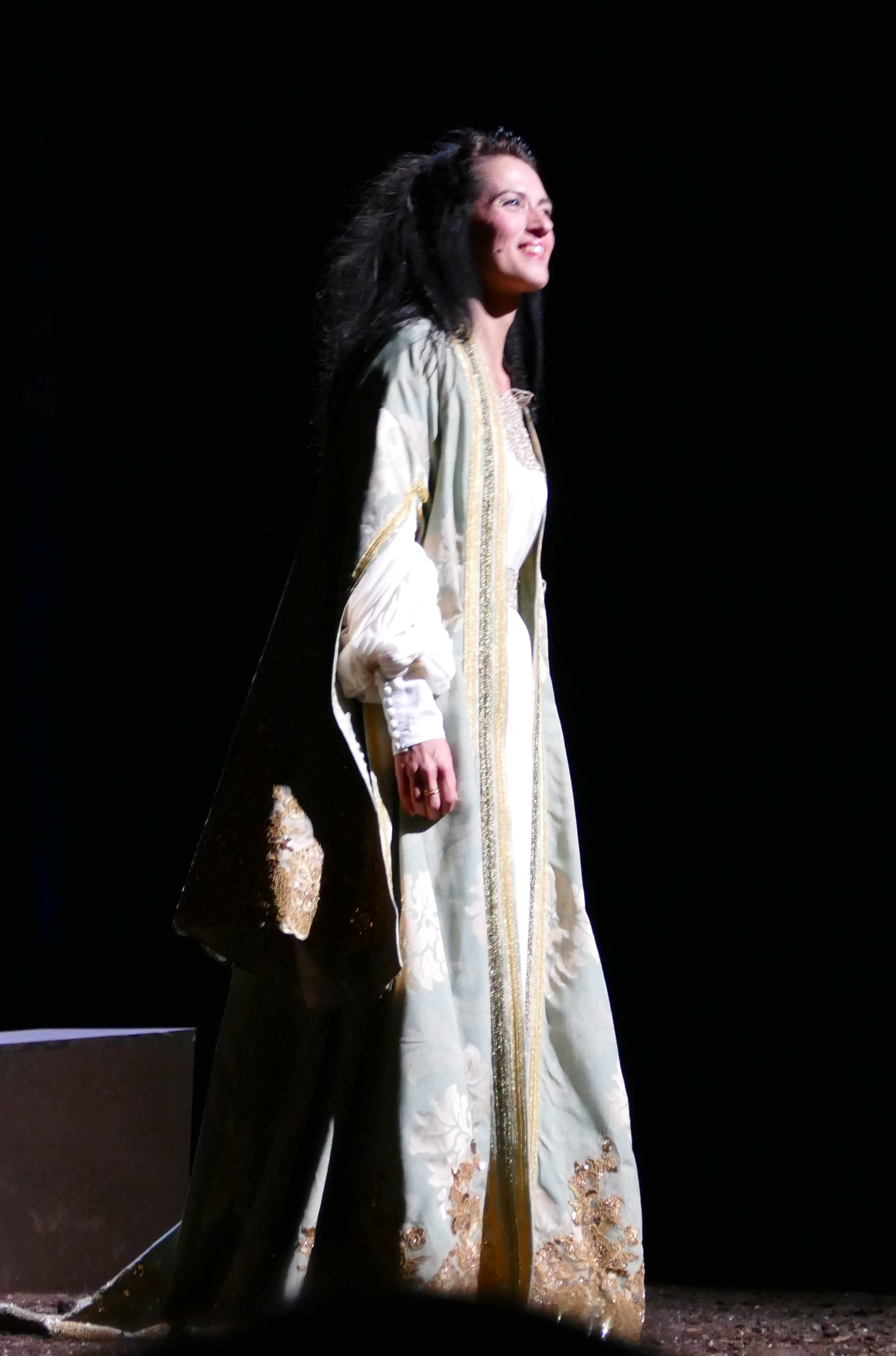
Eva Kraš jako Irena w dramacie Pod svobodnim soncem Gorana Vojnoviča

Od 2007 r. jest pracownikiem etatowym w SNG Drama Maribor (Slovensko narodno gledališče Drama Maribor). W 2013 r. ukończyła studia magisterskie na Akademii Teatru, Radia, Filmu i Telewizji w Lublanie. Uczestniczyła w różnych warsztatach aktorskich m.in.: u Philipa Zarrilli, Michael Chekhov Europe Training. W 2015 r. wyjechała na rok do Norwegii, gdzie studiowała norweską kulturę i język oraz była członkinią Stowarzyszenia Dramaturgów Norweskich. Była członkiem rady finansowo-zawodowej SNG Maribor i przedstawicielką ZDUS SNG Drama Maribor. Reprezentowała Stowarzyszenie Artystów Dramatycznych Słowenii (ZDUS - Združenje dramskih umetnikov Slovenije) na międzynarodowych spotkaniach International Federation of Actors (FIA). Jest członkiem zarządu SLOGI (Słoweńskiego Instytutu Teatralnego). Wystąpiła w epizodycznych rolach w serialach telewizyjnych:  Gospod profesor i  Primeri inšpektorja Vrenka.

## Nagrody i wyróżnienia
- Severjeva študentska nagrada za role Lady Makbet w Makbecie Szekspira i Filaminty w Uczone białogłowy Moliera, AGRFT, 2005[3]
- Nagroda Borštnika dla młodej aktorki za rolę Alicji w spektaklu Od blizu, 45. Festival Borštnikovo srečanje, 2010[1]
- Nagroda Borštnika dla kolektywu artystycznego za spektakl Ljudožerci wyprodukowany przez SNG Drama Maribor, 52. Festiwal Spotkań Borštnickich, 2017[3]